# Mistrzostwa Europy w Łyżwiarstwie Szybkim w Wieloboju 1925
28. mistrzostwa Europy w łyżwiarstwie szybkim w wieloboju odbyły się w dniach 6–7 lutego 1925 roku w Sankt Moritz, w Szwajcarii. W zawodach brali udział tylko mężczyźni. Zawodnicy startowali na czterech dystansach: 500 m, 1500 m, 5000 m i 10000 m. Do biegu na 10000 m awansowała najlepsza 9 po 3 dystansach. Pierwszym Polakiem startującym na mistrzostwach Europy został Wacław Kuchar. Złoto dla Austrii wywalczył Otto Polacsek.

## Uczestnicy
W zawodach wzięło udział 11 łyżwiarzy z 5 krajów. Sklasyfikowanych zostało 9.
| Państwa biorące udział w mistrzostwach | Państwa biorące udział w mistrzostwach | Państwa biorące udział w mistrzostwach | Państwa biorące udział w mistrzostwach | Państwa biorące udział w mistrzostwach |
| -------------------------------------- | -------------------------------------- | -------------------------------------- | -------------------------------------- | -------------------------------------- |
| Austria                                | Francja                                | Holandia                               | Norwegia                               | Polska                                 |

## Wyniki
- NC – nie zakwalifikował się

| Pozycja | Zawodnik       | Kraj     | 500 m      | 5000 m        | 1500 m       | 10000 m      | Suma pkt. |
| ------- | -------------- | -------- | ---------- | ------------- | ------------ | ------------ | --------- |
| 01 !    | Otto Polacsek  | Austria  | 48.2 (3.)  | 9:20.8 (1.)   | 2:34.5 (1.)  | 19:48.8 (1.) | 6.5       |
| 02 !    | Roald Larsen   | Norwegia | 44.6 (1.)  | 9:43.4 (2.)   | 2:37.5 (2.)  | 20:07.6 (2.) | 7         |
| 03 !    | Oskar Olsen    | Norwegia | 45.0 (2.)  | 9:44.8 (3.)   | 2:47.8 (4.)  | 20:31.4 (3.) | 12        |
| 4.      | Teun Boot      | Holandia | 48.2 (3.)  | 10:09.0 (5.)  | 2:38.2 (3.)  | 21:09.6 (6.) | 18        |
| 5.      | Jan Roelfsema  | Holandia | 52.8 (10.) | 9:52.2 (4.)   | 2:51.0 (5.)  | 20:50.4 (4.) | 21        |
| 6.      | Jan Kuipers    | Holandia | 52.0 (8.)  | 10:09.0 (5.)  | 2:54.0 (10.) | 21:45.8 (8.) | 27.5      |
| 7.      | Wacław Kuchar  | Polska   | 54.6 (11.) | 10:10.8 (7.)  | 2:51.4 (8.)  | 20:59.2 (5.) | 28        |
| 8.      | Wim Kos        | Holandia | 52.4 (9.)  | 10:47.0 (11.) | 2:51.2 (7.)  | 21:16.2 (7.) | 29        |
| 9.      | Albert Hassler | Francja  | 50.0 (6.)  | 10:14.2 (8.)  | 2:55.2 (11.) | 21:47.0 (9.) | 31        |
| BC      | Fritz Moser    | Austria  | 49.8 (5.)  | 10:20.8 (10.) | 2:51.1 (6.)  | NC           |           |
| NC      | Lex Haag       | Holandia | 50.0 (6.)  | 10:16.2 (9.)  | 2:53.0 (9.)  | NC           |           |